# Louis Chappuy
Louis Chappuy (né le 5 octobre 1814 à Saint-Dié-des-Vosges et décédé le 24 mars 1878 à Douai) est le propriétaire-fondateur de la verrerie Chappuy à Frais-Marais (hameau de Douai dans le département du Nord). Issu d'une famille bourgeoise des Vosges, il reçut une forte éducation morale et religieuse.  C'est ainsi que, par sa prospérité, il se lança dans plusieurs œuvres de charité pour le bien-être de ses ouvriers et de la population de Frais-Marais.

## Biographie
Fils de Marie Cornebois et de Nicolas Chappuy, commissaire des guerres sous Napoléon Ier, puis receveur principal des contributions indirectes et entreposeur des tabacs et petit-fils du luthier Nicolas Chappuy (1730-1792), Louis-François Chappuy est le père de Georges Chappuy qui reprendra la direction de la verrerie en 1878. Il est le grand-père d'André Defline (directeur général des mines de Courrières).
Louis-François Chappuy étudia l'art de la verrerie dans sa région natale dans la verrerie à bouteilles de Prosper Chartier, puis accepta l'offre de M.[Qui ?] Vicart de construire une usine de bouteilles au Havre et d'en prendre la direction. Mais, pour se rapprocher de son père, il entreprend de fonder un établissement analogue en 1842 près de Douai : la verrerie Chappuy.
Depuis le 5 juillet 1985, la rue Louis Chappuy porte son nom à Douai.

## Verrerie Chappuy
Louis Chappuy fonde en 1843 la verrerie Chappuy.

## Œuvres de charité
Inspiré de Charles Fourier avec ses idées communautaires et son phalanstère, Louis Chappuy est précurseur[réf. nécessaire] du familistère de Guise de 1853. Autour de sa verrerie, il urbanise le hameau avec des logements, une école, une chapelle et des œuvres sociales.

### Logement
Le hameau se peuplait et se développait autour de la verrerie. Et d'autres usines s'installaient dans le voisinage.
Les ouvriers de la verrerie Chappuy avaient du mal à trouver un logement proche. Louis Chappuy leur construit des maisons salubres et peu coûteuses.
Ainsi, les ouvriers s'attachent à Louis Chappuy et sa verrerie et  forment leurs enfants à leur métier.

### Culture
Les métiers de verrier et de souffleur surtout sont pénibles. Les ouvriers partent prématurément en retraite.
Ainsi Louis Chappuy cherche à procurer à ses anciens ouvriers un nouveau travail moins pénible pour leur permettre un meilleur revenu.
Vers 1860, il fait l'acquisition d’une propriété de 10 hectares qui sera dénommée le Clos des Nobles, à laquelle il ajoute par la suite 2 hectares.
Là, il fait travailler, pour qu'ils puissent gagner leur vie, les ouvriers de la verrerie trop âgés pour continuer le métier fatigant. Un maître labour y fut placé, le labourage et les charrois étaient effectués par les chevaux de l'usine. La culture était faite par les anciens ouvriers.
Louis Chappuy suit de près cette nouvelle activité agricole. Il réussit aussi bien que dans la verrerie. Le Clos des nobles qu'il exploite est l’une des meilleures exploitations de Frais-Marais.

### École
L'époque du mi-XIXe siècle est favorable à la naissance des écoles du peuple près des usines. En 1846, Louis Chappuy organise la classe pour les jeunes ouvriers dans un local de l’usine. Il crée ensuite la première école communale. Puis un instituteur et une institutrice donnent les cours. L'école est prospère, le pourcentage de succès aux examens est élevé.[réf. nécessaire]
En 1872, il la lègue à la ville de Douai,.

### Chapelle

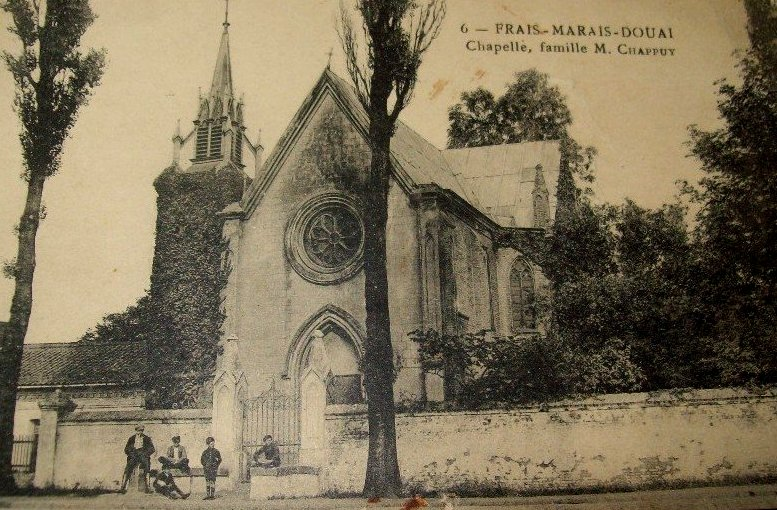
Chapelle Chappuy

Louis Chappuy, qui est profondément religieux, adresse à la population qui n’avait pas d’église, des instructions religieuses.
Puis il fait construire (avec l'autorisation de l'archevêché de Cambrai) une chapelle, de style gothique, pour répondre aux besoins spirituels de la population. Il supporte en totalité les frais du culte. En 1870 elle est consacrée.
Il fait amener de  Douai, les dimanches et jours de fête, un prêtre pour les messes. L'usage de cette chapelle, entièrement gratuit, fut un nouveau bienfait pour les habitants de Frais-Marais,,.
Louis Chappuy fut inhumé dans cette chapelle.

### Soupe de solidarité: hiver 1870-1871
Pour l'hiver 1870-71, Louis Chappuy sollicite et obtint de la municipalité de Douai et du bureau de bienfaisance de s’occuper pour Frais-Marais d’une soupe de solidarité. 
Le bureau de bienfaisance lui fournit une partie des denrées sèches. Il fait confectionner chez lui à ses frais les soupes qui étaient distribuées aux indigents. C'étaient par hectolitres que se comptaient ces distributions faites deux fois par semaine et il secourut ainsi pendant cet hiver, 24 familles comptant 121 personnes.

### Épidémies de choléra: 1847-48 et 1866
Lors des hivers de 1847-48 et de 1866, le hameau de Frais-Marais est frappé par le choléra. La première épidémie surtout fut terrible et meurtrière.
Louis Chappuy se dévoua dans ces épidémies. Il aide les malades de ses conseils, de ses secours. Il n’hésite pas à ensevelir les morts dont se détournaient avec effroi les familles terrifiées.
Il avait pris l'habitude de dresser chaque soir une échelle contre la fenêtre de sa chambre qu'il laissait entrouverte pour qu'on puisse venir le chercher dans la nuit pour aller aider les habitants victimes du choléra.

## Vie politique
Sur la volonté de la population, il entre en 1860 au conseil municipal de Douai. Il y reste jusqu’en 1875.

## Distinctions
- Chevalier de l'Ordre de Saint-Grégoire-le-Grand.